# Synowie przymierza
Synowie przymierza (syr.ܒܢܝ ܩܝܡܐ bnay qyāmâ) - instytucja we wczesnym chrześcijaństwie syryjskim. Byli to ludzie ślubujący dziewictwo dla Królestwa (por. Mt 19,12) i oddanie się na służbę Kościołowi. Istnienie tej grupy stanowi mocny dowód, że asceza chrześcijańska wykształciła się w Syrii niezależnie od egipskiej, chociaż późniejszy monastycyzm syryjski niewątpliwie znajdował się pod wpływem monastycyzmu egipskiego.